# Rensjön
Rensjön este o arie protejată (arie specială de conservare — SAC, sit de importanță comunitară — SCI) din Suedia întinsă pe o suprafață de 748,6 ha, integral pe uscat.

## Localizare
Centrul sitului Rensjön este situat la coordonatele 61°26′09″N 13°37′12″E / 61.4359°N 13.6199°E.

## Înființare
Situl Rensjön a fost declarat sit de importanță comunitară în decembrie 1995 pentru a proteja 4 specii de animale. Situl a fost protejat și ca arie specială de conservare în martie 2011.

## Biodiversitate
Situată în ecoregiunea boreală, aria protejată conține 5 habitate naturale: Mlaștini turboase de tranziție și turbării mișcătoare, Mlaștini împădurite, Cursuri de apă de la nivel de câmpie la nivel montan, cu vegetație Ranunculion fluitantis și Callitricho-Batrachion, Taiga vestică, Lacuri și iazuri distrofice naturale.
La baza desemnării sitului se află mai multe specii protejate:
- mamifere (1): râs eurasiatic (Lynx lynx)
- nevertebrate (2): Stephanopachys linearis, Stephanopachys substriatus
- pești (1): zglăvoacă (Cottus gobio)